# Schwarzsee (See im Kanton Freiburg)
Der Schwarzsee (französisch Lac Noir; Freiburger Patois Lé d'Omêneⓘ) ist ein rund 0,5 km² grosser See im schweizerischen Kanton Freiburg in den Freiburger Voralpen.

## Lage
Der See liegt 1047 m ü. M. und hat eine maximale Tiefe von nur 6 m. Seine Ufer sind meist flach und von Wiesen und Bäumen gesäumt, einen kurzen Abschnitt mit Steilufer gibt es nur im Süden. Der See ist in die voralpine Berglandschaft der Freiburger Alpen eingebettet.
Rund um den See befinden sich die Höhen des Schwybergs (1645 m ü. M.) im Westen, die Felsgrate von Les Reccardets (1923 m ü. M.), Spitzflue (1954 m ü. M.), Euschelspass (1567 m ü. M.) und der Breccaschlund im Süden, sowie die Kaiseregg (2185 m ü. M.) im Osten.
Einzige nennenswerte Zuflüsse sind der Euschelsbach (von Süden) und der Seeweidbach (von Südwesten). Seinen Abfluss nach Norden bildet die Warme Sense, ein Quellfluss der Sense.
Am Nordende des Sees im Bereich des Abflusses der Warmen Sense aus dem Schwarzsee liegt der gleichnamige Ort Schwarzsee, der zur politischen Gemeinde Plaffeien (Sensebezirk) gehört und etwa 500 ständige Einwohner hat. Die Nordwestseite gehört ebenfalls zum Gemeindegebiet von Plaffeien. Das Südostufer liegt in der Gemeinde Jaun und die Südspitze in der Gemeinde Val-de-Charmey (beide im Greyerzbezirk).

## Nutzung

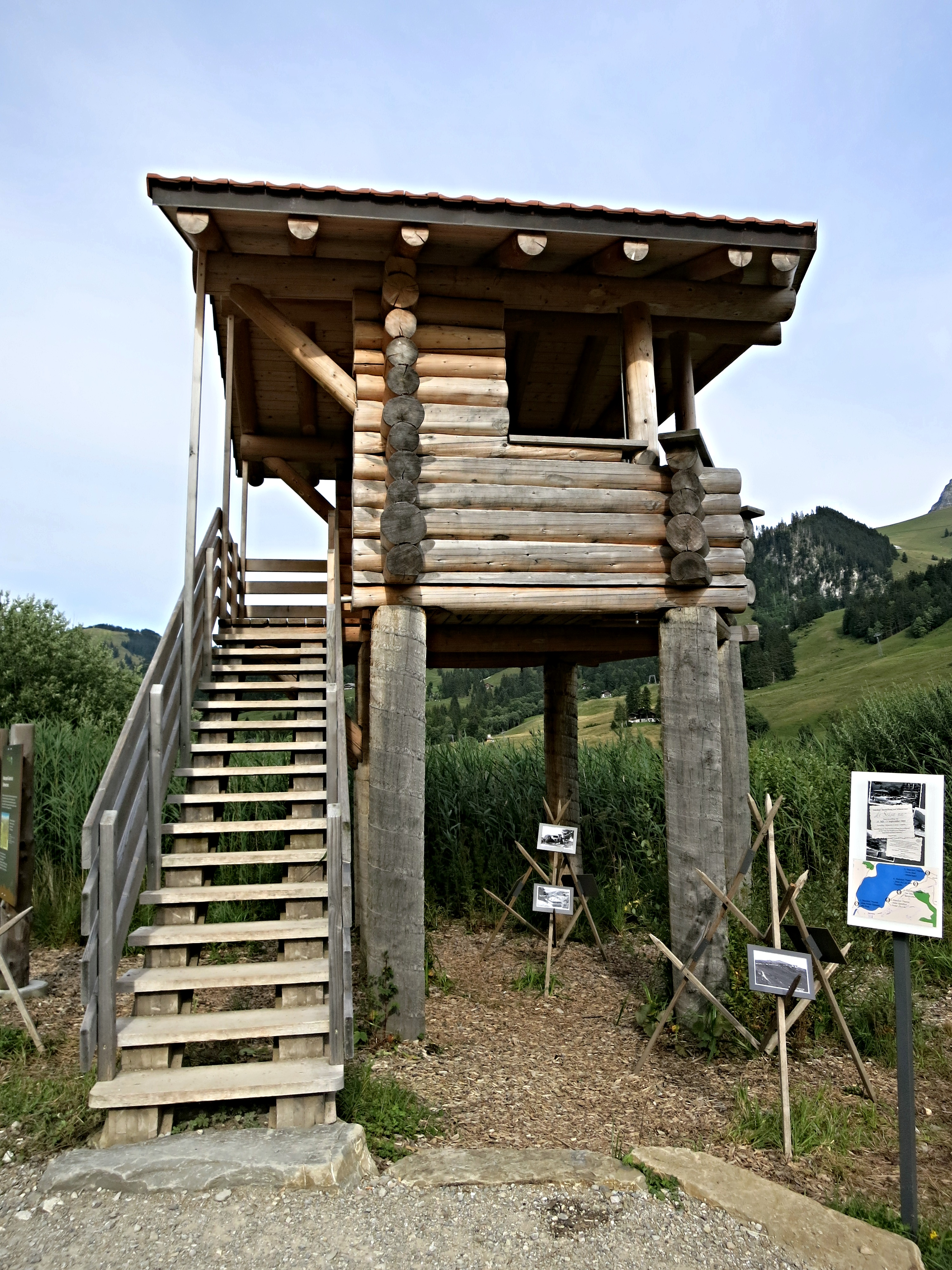
Beobachtungsturm

Der Ort Schwarzsee besteht aus in der Talfläche verstreut liegenden Landwirtschaftsbetrieben, Chalets und weiteren Tourismuseinrichtungen. Das schwefelhaltige Wasser des Sees wird seit 200 Jahren zum Heilbaden benutzt.
Mit dem Namen Schwarzsee wird auch die populäre Tourismusregion im Einzugsgebiet des Sees bezeichnet. Im Sommer kann man hier ausgedehnte Wanderungen auf die umliegenden Berge unternehmen, im Winter wird Ski gefahren oder auf dem zugefrorenen See Eislaufen betrieben. Eine Sesselbahn erschliesst das Gebiet der Riggisalp, vorher führte auch eine Bahn auf den Schwyberg. Im Winter sind an den Hängen der Kaiseregg und der Riggisalp mehrere Skilifte in Betrieb.
Der Schwarzsee gehört zu drei politischen Gemeinden: Das Nord- und Westufer gehört zu Plaffeien, das Ostufer zu Jaun, und das südliche Ufer zu Val-de-Charmey. Die Gemeindegrenze zwischen Jaun und Plaffeien verläuft von Nord nach Süd ziemlich genau in der Mitte des Sees. Auf dem Gebiet der Gemeinde Plaffeien befindet sich ein sieben Meter hoher Beobachtungsturm.
Der See ist auch ein offizieller Flugplatz und wird im Winter ab einer Eisdicke von rund 30 cm genutzt. Der ICAO-Code lautet LSWS. Auf Grund dieser Tatsache herrscht in diesem Gebiet eine vom BAZL bestimmte Flugeinschränkung für Drohnen.

## Schwarzsee-Schwinget
Seit 1937 werden am Schwarzsee Schwing- und Älplerfeste veranstaltet. Das Schwarzsee-Schwinget zählt zu den wichtigen Bergschwingfesten und findet jährlich statt.

## Sage
Der Sage nach wurde der See zum Schwarzsee, weil sich der Riese Gargantua im See die Füsse gewaschen hatte und das Wasser seitdem verschmutzt ist.

## Galerie

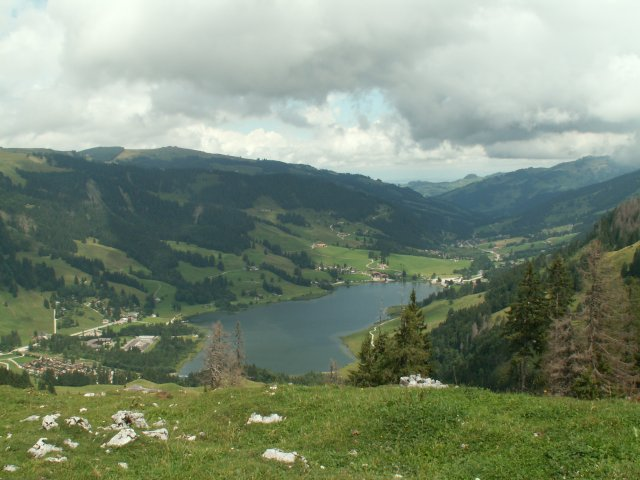
Blick vom Höhenweg auf den Schwarzsee
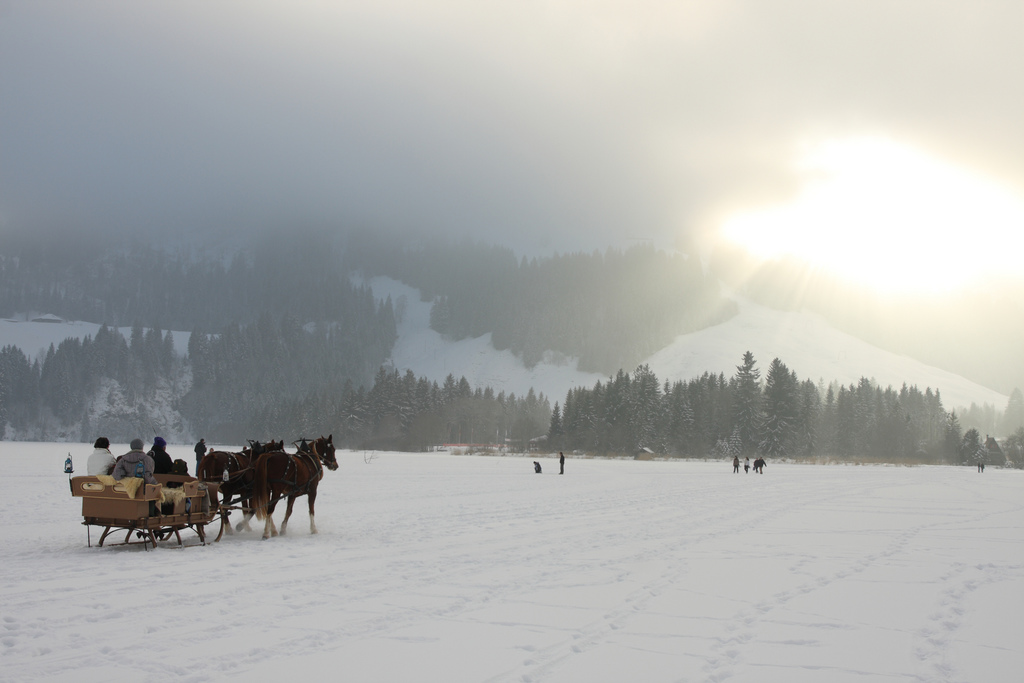
Der gefrorene Schwarzsee im Winter
Luftaufnahme des Sees (1949)